# Lubber line
De lubber line is het metalen streepje of aanduiding op een kompas die de hoek aangeeft tussen het magnetische noorden (heading) en de langsas van het vliegtuig of boot.
De hoek is een magnetische hoek en is onderhevig aan verstoringen van metalen voorwerpen waardoor de hoek feitelijk een kompasnoorden is geworden. Er moet dus gecorrigeerd worden voor deze deviatiefout. De geografische noordpool wordt gevonden door tevens te corrigeren voor de variatie (de hoek tussen kaartmeridiaan en het magnetisch noorden).